# X-Men Origins: Wolverine
X-Men Origins: Wolverine je americký film z roku 2009 natočený podle komiksů X-Men vydavatelství Marvel Comics. Hlavní postavou je superhrdina Wolverine. Mutant, jehož schopnost regenerace ho dělá prakticky nesmrtelným.
Film je prequel filmové sci-fi série X-Men a postavu Wolverina stejně jako v předcházejících filmech ztvárnil Hugh Jackman. Film líčí Wolverinovu násilnou minulost, jeho vztah s polovičním bratrem Victorem Creedem, seznámení s Williamem Strykerem a to, jak byla jeho kostra naplněna nezničitelným kovem adamantiem v rámci programu Zbraň X.

## Obsah
V Kanadě roku 1845 mladý James Howlett vidí, jak je jeho otec zabit Thomasem Loganem. Trauma aktivuje chlapcovu mutaci – z jeho rukou vyrostou kostěné pařáty – a zabije vraha svého otce. Ten s posledním dechem odhalí, že je skutečným Jamesovým otcem. James uteče spolu s Victorem Creedem, Loganovým synem a tím pádem Jamesovým bratrem. Následující století stráví jako američtí vojáci v americké občanské válce, první i druhé světové válce a ve vietnamské válce. Ve Vietnamu se Victor pokusí znásilnit místní ženu, ale je mu v tom zabráněno a nakonec zabije vyššího důstojníka. I přes nesouhlas s Victorovými činy ho bratr brání a oba jsou odsouzeni k smrti zastřelením, ale přežijí to. Major William Stryker je vezme do armádního zajetí a oba se stanou součástí Teamu X, skupině mutantů, mezi které patří třeba vynikající odstřelovač Agent Zero, voják Wade Wilson, John Wraith se schopností teleportace, nepřemožitelný Fred Dukes a Chris Bradley se schopností ovládat elektrické přístroje. Po čase vedou pochybné týmové akce, které si neváží lidského života, Jamese k opuštění jednotky.
Šest let po opuštění Teamu X žije James, nyní pod jménem Logan, v Kanadě s přítelkyní Kaylou Silverfox. Plukovník Stryker Logana navštíví a varuje ho, že někdo vraždí členy týmu – Wilson i Bradley jsou mrtví. Krátce na to Victor zabije Kaylu a zbije Logana. Stryker pak nabídne Loganovi způsob, jak Victora zabít – Logan podstoupí operaci, při které vyztuží jeho kostru adamantiem, nezničitelným kovem. Před procedurou Logan požádá o nové identifikační značky se jménem „Wolverine“, které si vybere podle příběhu, který mu vyprávěla Kayla. Po operaci chce Stryker vymazat Loganovu paměť, ale ten to uslyší a probojuje si cestu pryč. Zero ho pronásleduje. Logan se dostane na farmu, kde ho ale Zero najde a zaútočí na něj. Zero je Loganem zabit.
Logan najde Wraitha a Dukese a zeptá se jich, kde je nová Strykerova laboratoř nazývaná „Ostrov“. Povědí mu, aby našel Remyho LeBeau ("Gambita"), který z Ostrova utekl a zná jeho polohu. Logan ho najde v New Orleans a zeptá se ho na polohu Ostrova, ale Gambit si myslí, že Logan přišel, aby ho chytil a dovedl zpět na Ostrov. Logan Gambita ale přemůže a přesvědčí ho, že ho nechce unést. Gambit ho tedy pošle na Three Mile Island, novou Strykerovu laboratoř. Logan zjišťuje, že Kayla nezemřela, její smrt byla fingovaná, protože Kayla pracovala pro Strykera (aby osvobodila svou sestru z Strykerova vězení).
Logan potom odchází. Když Victor požaduje za své služby slíbené adamantium, Stryker ho odmítá s tím, že by proceduru nepřežil. Victor se pokusí zabít Kaylu, když se ho snaží přesvědčit, že je Stryker oba zradil, ale Logan slyší její křik a vrátí se. Logan Victora porazí a skoro ho zabije, ale Kayla mu připomene jeho lidskost. Potom pomůže Kayle osvobodit všechny uvězněné mutanty.
Stryker aktivuje Zbraň XI., původního Wadea Wilsona, mutantího zabijáka, supervojáka s mnoha schopnostmi, včetně velkých čepelí vyrůstajících z rukou. Stryker tohoto mutanta nazývá Deadpool. Logan Deadpoola chvíli zdrží, mezitím osvobození mutanti uprchnou. Venku na ně již čeká profesor Charles Xavier, který jim nabídne útočiště ve své škole.
Smrtelně raněná Kayla se rozhodne zůstat. Logan přinutí Deadpoola bojovat na vrcholu chladicích věží. Logan během boje téměř zemře, ale Victor mu pomůže a společně proti Deadpoolovi bojují, až jejich protivník po seknutí do krku spadne do kráteru chladicí věže. Victor odejde a Logana zachrání z řítící se věže Gambit. Když se snaží Logan přemístit zraněnou Kaylu do bezpečí, Stryker po něm začne střílet a trefí ho adamantiovou kulkou do hlavy, čímž se Logan dostane do bezvědomí. Stryker potom obrátí zbraň proti Kayle, ale ta použije své hypnotické schopnosti (je také mutant), aby ho přinutila odejít. Na následky svých zranění pak Kayla zemře. Gambit se vrátí, když se Logan probere z bezvědomí, ale adamantiové kulky střelené do jeho hlavy způsobily, že ztratil paměť. Gambit se snaží Logana přesvědčit, aby šel s ním, ale ten to odmítá s tím, že půjde svou vlastní cestou. Film má 3 alter-konce:
1. Strykera při útěku zastaví vojenská policie a zatkne ho kvůli vraždě generála Munsona (chtěl po Strykerovi, aby pokusy na mutantech ukončil, proto ho Stryker zabil).
2. Deadpool (Wade) v rozhořelých troskách ostrova najednou procitne.
3. Logan se po svém dobrodružství opíjí v baru. Když se ho barmanka zeptá, jestli pije, aby na něco zapomněl, on odpoví: „Ne, piju, abych si vzpomněl.“

## Obsazení
| Hugh Jackman        | Wolverine / Logan / James Howlett     |
| Troye Sivan         | mladý James Howlett / mladý Wolverine |
| Liev Schreiber      | Victor Creed                          |
| Michael James Olsen | mladý Victor Creed                    |
| Danny Huston        | William Stryker                       |
| Lynn Collins        | Kayla Silverfox                       |
| Taylor Kitsch       | Remy LeBeau / Gambit                  |
| Will.i.am           | John Wraith                           |
| Kevin Durand        | Fred J. Dukes / Blob                  |
| Ryan Reynolds       | Wade Wilson                           |
| Scott Adkins        | Zbraň 11 / Deadpool                   |
| Daniel Henney       | Agent Zero                            |
| Dominic Monaghan    | Chris Bradley                         |
| Tim Pocock          | Scott Summers                         |
| Tahyna Tozzi        | Emma Frost                            |
| Peter O'Brien       | John Howlett                          |
| Alice Parkinson     | Elizabeth Howlettová                  |
| Aaron Jeffery       | Thomas Logan                          |
| Max Cullen          | Travis Hudson                         |
| Julia Blake         | Heather Hudsonová                     |

## Výroba

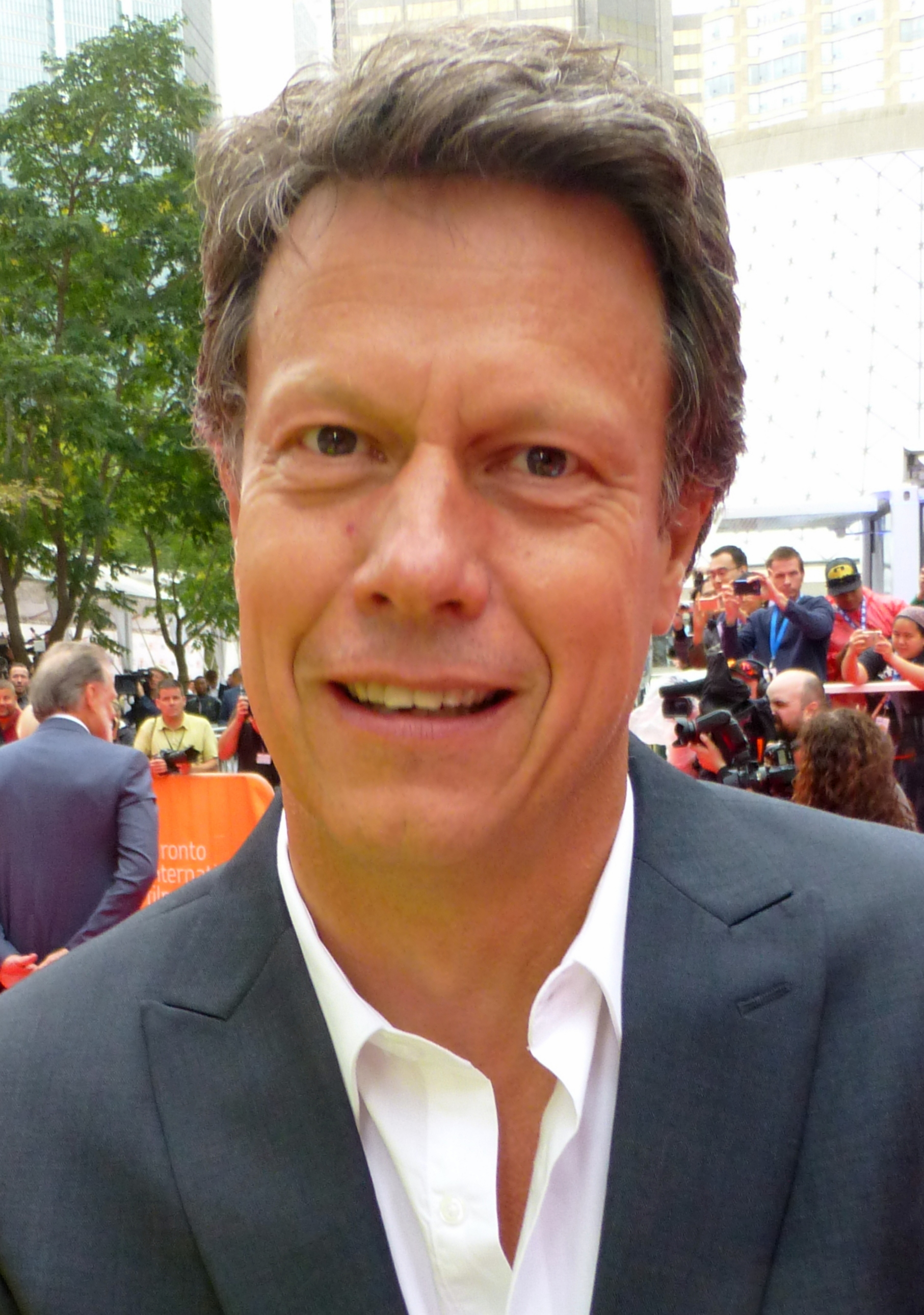
Režisér filmu Gavin Hood

### Počátky
David Benioff, fanoušek komiksů, projekt připravoval téměř tři roky před tím, než byl najat v říjnu 2004 k napsání scénáře. Kvůli přípravě na psaní si musel znovu přečíst několik příběhů o X-Men. Na scénáři spolupracoval i Hugh Jackman, který chtěl, aby film byl více o jedné postavě než předcházející filmy X-Men. K přepsání Benioffova scénáře byl později přizván Skip Woods, který dříve pro Fox napsal scénář k filmu Hitman.
Ryan Reynolds a David S. Goyer již předtím vyvinuli postavu Deadpoola pro svůj vlastní film v New Line Cinema, ale od projektu bylo upuštěno, protože se studio zaměřilo na Blade: Trinity. Benioff jeho postavu tedy připsal do scénáře. Postava Gambita byla také připravena již do předcházejících filmů. Scénář byl hotov v říjnu 2006, kdy Jackman prohlásil, že do natáčení zbývá ještě rok, protože během roku 2007 natáčí film Austrálie.
Režisérem filmu se v roce 2007 stal Gavin Hood. Vrátit se do projektu chtěli ale také Bryan Singer, režisér X-Men a X-Men 2, i Brett Ratner, režisér filmu X-Men: Poslední vzdor, o film projevili zájem také Alexandre Aja a Len Wiseman.

### Natáčení
Přípravné natáčení probíhalo ve Fox Studios Australia v Sydney, samotné hlavní natáčení potom začalo 18. ledna 2008 na Novém Zélandu, např. v Dunedinu a Queenstownu. Ve druhém jmenovaném došlo k problému s výbušninami - místní zastupitelstvo nesouhlasilo s rozhodnutím novozélandského ministerstva práce o povolení použití výbušnin, a tak se museli filmaři přesunout do Spojených států. Výbušniny byly použity pro výbuch farmy Hudsonových. Natáčení pokračovalo v New Orleans, většina záběrů byla pořízena ve studiích Foxu.
Strykerovy laboratoře byly natočeny na ostrově Cockatoo Island v Novém Jižním Walesu. Tamní rozlehlé budovy ušetřily peníze za digitální úpravu záběrů.

## Ocenění a nominace
| Ocenění                | Kategorie                   | Nominovaný                                   | Výsledek  |
| ---------------------- | --------------------------- | -------------------------------------------- | --------- |
| Cena Saturn            | nejlepší film (sci-fi)      |                                              | nominace  |
| Filmová cena MTV       | nejlepší souboj             | Hugh Jackman, Liev Schreiber a Ryan Reynolds | nominace  |
| Kids' Choice Awards    | nejoblíbenější film         |                                              | nominace  |
| People's Choice Awards | nejlepší filmový tým        |                                              | nominace  |
| Teen Choice Awards     | nejlepší akční film         |                                              | vítězství |
| Teen Choice Awards     | nejlepší herec (akční film) | Hugh Jackman                                 | nominace  |
| Teen Choice Awards     | nejlepší výbuch vzteku      | Hugh Jackman                                 | vítězství |
| Teen Choice Awards     | nejlepší zloduch            | Liev Schreiber                               | nominace  |
| Teen Choice Awards     | nejlepší souboj             | Hugh Jackman a Liev Schreiber                | nominace  |
| Teen Choice Awards     | mužská svěží tvář           | Taylor Kitsch                                | nominace  |
| Teen Choice Awards     | ženská svěží tvář           | Lynn Collins                                 | nominace  |